# Novos Mutantes
Os Novos Mutantes são um grupo fictício de super-heróis que aparecem nas histórias em quadrinhos norte-americanas publicadas pela Marvel Comics. A equipe foi criada pelo roteirista Chris Claremont e o ilustrador Bob McLeod, tendo feito sua primeira aparição na quarta edição da revista Marvel Graphic Novel. Os membros do grupo são comumente representados como adolescentes mutantes que descobrem seus poderes ao passarem por eventos traumáticos, sendo tutelados pelo Professor Xavier.

## Equipe
| Codinome     | Nome              | Descrição ficional | Poderes                                        |
| ------------ | ----------------- | --- | ---------------------------------------------- |
| Miragem      | Danielle Moonstar | Uma garota nativo-americana Cheyenne que foi acolhida pelo Professor Xavier após perder o avô                                                                                         | Criação de ilusões baseadas em emoções alheias |
| Mancha Solar | Roberto da Costa  | Um pré-adolescente afro-brasileiro. Descobriu os poderes após ser atacado em um jogo de futebol                                                                                       | Absorção de energia solar                      |
| Míssil       | Samuel Guthrie    | Adolescente do sudeste dos Estados Unidos. Costumava trabalhar em minas de carvão. Trabalhou junto com Donald Pierce, mas abandonou o mesmo logo depois de enfrentar os outros jovens | Geração de energia e auto-propensão            |
| Lupina       | Rahne Sinclair    | A mais jovem do grupo. Originalmente da Escócia, foi resgatada de um ataque de extremistas religiosos por Moira MacTaggert                                                            | Licantropia                                    |
| Karma        | Xuân Cao Manh     | Jovem vietnamita e primeira líder do grupo. É a mais velha da equipe original | Possessão de mentes                            |

| Codinome | Nome                          | Descrição ficcional                                                    | Poderes                                              |
| -------- | ----------------------------- | ---------------------------------------------------------------------- | ---------------------------------------------------- |
| Magia    | Illyana Rasputin              | Irmã de Colossus vinda da Rússia que envelheceu no Limbo               | Criação de discos de teletransporte                  |
| Cifra    | Douglas Ramsey                | Um garoto que possui amizade com um ser alienígena chamado Warlock     | Aprendizagem e leitura de qualquer tipo de linguagem |
| Magma    | Amara Juliana Olivians Aquila | Nativa de uma sociedade secreta Romana habitada na Amazônia brasileira | Controle de lava                                     |

## Em outras mídias

### Cinema
- A equipe aparece unicamente no filme The New Mutants, de 2020, dirigido por Josh Boone e estrelando Blu Hunt como Dani Moonstar, Maisie Williams como Rahne Sinclair, Anya Taylor-Joy como Illyana Rasputin/Magia, Henry Zaga como Roberto da Costa e Charlie Heaton como Sam Guthrie.[2]

### Televisão
- A equipe aparece na série animada X-Men: Evolution, sendo formada por Míssil, Lupina, Mancha Solar, Magma, Jubileu, Homem de Gelo, Dinamite, Frenético e Homem-Múltiplo.
  - Apesar de não integrar a equipe, Dani Moonstar/Miragem protagoniza o episódio "Ghost of a Chance", da quarta temporada.[3]